# 1227
| 1227               |
| ------------------ |
| Dødsfald - Fødsler |
| • Begivenheder     |

| Gregoriansk kalender | 1227 MCCXXVII           |
| Ab urbe condita      | 1980                    |
| Armensk kalender     | 676 ԹՎ ՈՀԶ              |
| Kinesiske kalender   | 3923 – 3924 丙戌 – 丁亥 |
| Etiopisk kalender    | 1219 – 1220             |
| Jødisk kalender      | 4987 – 4988             |
| Hindukalendere       |                         |
| - Vikram Samvat      | 1282 – 1283             |
| - Shaka Samvat       | 1149 – 1150             |
| - Kali Yuga          | 4328 – 4329             |
| Iransk kalender      | 605 – 606               |
| Islamisk kalender    | 624 – 625               |

Regent i Danmark: Valdemar Sejr 1202-1241, medkonge fra 1232 Erik Plovpenning

## Begivenheder
- 22. juli - i slaget ved Bornhøved lider Valdemar 2. Sejr nederlag, der sætter en stopper for den danske ekspansion sydpå
- 28. juli Slaget ved Ane

## Dødsfald
- Djengis Khan